# Aeropuerto de Sipálay
El Aeropuerto de Sipálay (en tagalo: Paliparan ng Sipalay, en hiligainón: Hulugpaan sang Sipalay) también conocido como pista de aterrizaje San José y antiguamente conocida como pista de aterrizaje Maricalum, es un aeropuerto que sirve el área general de la ciudad de Sipálay, Negros Occidental, en las Filipinas. Solía servir a los aviones privados de las empresas mineras presentes en la zona. Aunque no hay vuelos comerciales en la actualidad, el aeropuerto sirve aviones fletados ocasionales en el camino a las estaciones comerciales y privadas de la zona.
Antiguamente propiedad de la Maricalum Mining Corporation, que cerró sus operaciones mineras de cobre en 1996, la pista de aterrizaje fue otorgada al Gobierno de la Ciudad de Sipálay por una decisión del Tribunal Regional de Kabankalan, bajo la promoción del juez Henry Arles. 